# Prodotto infinito
In matematica si dice prodotto infinito relativo ad una successione di numeri reali o complessi a1, a2, a3, ... l'entità che si denota con
{\displaystyle \prod _{n=1}^{\infty }a_{n}=a_{1}\;a_{2}\;a_{3}\cdots }
e che si definisce come il limite dei prodotti parziali a1a2...an per n tendente all'infinito. Il prodotto si dice convergente quando esiste un intero m tale che la successione
{\displaystyle \{\prod _{n=m}^{q}a_{n}\}_{q}}
abbia un limite diverso da 0 e da ±∞. In caso contrario si dice che il prodotto è divergente. In questo modo un prodotto infinito convergente è nullo se e solo se si ha an=0 per un qualche n. Con tale definizione molte delle proprietà delle somme di serie infinite si possono trasformare in analoghe proprietà per i prodotti infiniti.
Se il prodotto infinito converge, allora il limite della successione an per n tendente all'infinito deve essere 1, mentre il fatto che la successione tenda a 1 non implica necessariamente che il prodotto infinito converga. Di conseguenza, per un prodotto infinito convergente, esiste m tale che per n≥m si abbia an>0. Dunque, per tali valori di n è definito il logaritmo log an e si ha
{\displaystyle \log \prod _{n=m}^{\infty }a_{n}=\sum _{n=m}^{\infty }\log a_{n}}
con il prodotto a primo membro che converge se e solo se la somma al secondo membro converge. Questa situazione simmetrica consente di tradurre i criteri di convergenza per le somme infinite in criteri di convergenza per i prodotti infiniti.
Per prodotti nei quali per ogni n si ha {\displaystyle a_{n}\geq 1}, introducendo i numeri {\displaystyle p_{n}:=a_{n}-1}, per i quali deve essere {\displaystyle p_{n}\geq 0}, si trovano le disuguaglianze
{\displaystyle 1+\sum _{n=1}^{N}p_{n}\leq \prod _{n=1}^{N}\left(1+p_{n}\right)\leq \exp \left(\sum _{n=1}^{N}p_{n}\right)}
e queste mostrano che il prodotto infinito converge se e solo se converge la serie dei pn.

## Prodotti infiniti notevoli
Gli esempi più noti di prodotti infiniti sono probabilmente dati da alcune delle formule trovate per π, come le seguenti ottenute, rispettivamente, da François Viète (v. formula di Viète) e John Wallis (v. prodotto di Wallis):
{\displaystyle {\frac {2}{\pi }}={\frac {\sqrt {2}}{2}}\cdot {\frac {\sqrt {2+{\sqrt {2}}}}{2}}\cdot {\frac {\sqrt {2+{\sqrt {2+{\sqrt {2}}}}}}{2}}\cdots }
{\displaystyle {\frac {\pi }{2}}={\frac {2}{1}}\cdot {\frac {2}{3}}\cdot {\frac {4}{3}}\cdot {\frac {4}{5}}\cdot {\frac {6}{5}}\cdot {\frac {6}{7}}\cdot {\frac {8}{7}}\cdot {\frac {8}{9}}\cdots =\prod _{n=1}^{\infty }\left({\frac {2n}{2n-1}}\cdot {\frac {2n}{2n+1}}\right)}
Prodotti infiniti per il seno:
{\displaystyle \sin x=x\cdot \prod _{n=1}^{\infty }\left(1-{\frac {x^{2}}{\pi ^{2}n^{2}}}\right)}
{\displaystyle \sin x=x\cdot \prod _{n=1}^{\infty }\cos \left({\frac {x}{2^{n}}}\right)}
{\displaystyle \left|\sin x\right|={\frac {1}{2}}\prod _{n=0}^{\infty }{\sqrt[{2^{n+1}}]{\left|\tan(\displaystyle 2^{n}x)\right|}}}
Prodotto infinito per il coseno:
{\displaystyle \cos x=\prod _{n=1}^{\infty }\left(1-{\frac {4x^{2}}{\pi ^{2}(2n-1)^{2}}}\right)}
Il prodotto di Pippenger
{\displaystyle {\frac {e}{2}}=\left({\frac {2}{1}}\right)^{1/2}\left({\frac {2\cdot 4}{3\cdot 3}}\right)^{1/4}\left({\frac {4\cdot 6\cdot 6\cdot 8}{5\cdot 5\cdot 7\cdot 7}}\right)^{1/8}\cdots }

## Rappresentazione di funzioni mediante prodotti
Un risultato importante sui prodotti infiniti consiste nel fatto che ogni funzione intera f (cioè ogni funzione olomorfa sull'intero piano complesso) si può fattorizzare come prodotto infinito di funzioni intere ciascuna delle quali presenta al più un singolo zero. In generale, se f presenta uno zero di ordine m nell'origine e possiede altri zeri complessi nei punti u1, u2, u3, ... (elencati con le molteplicità uguali ai loro ordini), allora
{\displaystyle f(z)=z^{m}\;e^{\phi (z)}\;\prod _{n=1}^{\infty }\left(1-{\frac {z}{u_{n}}}\right)\;\exp \left\lbrace {\frac {z}{u_{n}}}+{\frac {1}{2}}\left({\frac {z}{u_{n}}}\right)^{2}+\cdots +{\frac {1}{\lambda _{n}}}\left({\frac {z}{u_{n}}}\right)^{\lambda _{n}}\right\rbrace }
dove i λn sono interi non negativi che si possono scegliere per rendere il prodotto convergente, e φ(z) è qualche funzione analitica univocamente determinata (il che significa che il fattore che precede il prodotto non presenta zeri nel piano complesso). La precedente fattorizzazione non è unica, in quanto dipende dalla scelta dei λn e non è particolarmente elegante. Per gran parte delle funzioni, tuttavia, si trova qualche intero non negativo minimo p tale che λn = p fornisce un prodotto convergente; questo viene chiamato la rappresentazione canonica mediante prodotto. Questo p viene chiamato rango del prodotto canonico. Inoltre, se φ(z) è un polinomio, il grado di φ si dice ordine di f. Nel caso che sia p = 0, questo prende la forma
{\displaystyle f(z)=z^{m}\;e^{\phi (z)}\;\prod _{n=1}^{\infty }\left(1-{\frac {z}{u_{n}}}\right)}
Questa può essere considerata come una generalizzazione del teorema fondamentale dell'algebra, in quanto per le funzioni polinomiali il prodotto diventa finito e la funzione φ(z) si riduce a una costante. Rappresentazioni di questo tipo sono:
| funzione seno   | {\displaystyle \sin z=z\prod _{n=1}^{\infty }\left(1-{\frac {z^{2}}{\pi ^{2}n^{2}}}\right)}                                              | Eulero - la formula di Wallis per π è un caso particolare di questa. |
| funzione coseno | {\displaystyle \cos {z}=\prod _{n=1}^{\infty }\left[1-{\frac {4z^{2}}{\pi ^{2}(2n-1)^{2}}}\right]}                                       |                                                                      |
| funzione Gamma  | {\displaystyle {\frac {1}{\Gamma (z)}}=z\;{\mbox{e}}^{\gamma z}\;\prod _{n=1}^{\infty }\left(1+{\frac {z}{n}}\right)\;{\mbox{e}}^{-z/n}} | Oscar Schlömilch.                                                    |

Un altro esempio di prodotto infinito di funzioni è 
| funzione zeta di Riemann | {\displaystyle \zeta (z)=\prod _{n=1}^{\infty }{\frac {1}{1-p_{n}^{-z}}}} |  |  |  |  | Prodotto di Eulero - Qui i pn costituiscono la successione dei numeri primi. |  |

Si osservi che questa rappresentazione non è una rappresentazione nella forma di Weierstrass.